# Антипапа Клемент III
Виберт од Равене, познат и као антипапа Климент III (око 1029 - 8. септембар 1100.) је био италијански прелат, архиепископ Равене (1072-1100) и противпапа (антипапа) постављен од стране светоримског цара Хенрика IV (1080-1100). Био је вођа про-царске струје, у тзв. борби за инвеституру. 

## Рани живот
Рођен је у племићкој породици Коређо, између 1020. и 1030. године. Био је у породичним везама са маркгрофовима Каносе. Као клирик, именован је за главног канцелара за Италију од стране царице Агнесе од Поатјеа 1058. године. На функцији се задржао до 1063. године. Присуствовао је 1058. године избору папе Николе II, али је након његове смрти подржао царску струју која је изабрала Пједра Кадала - антипапа Хонорије II, насупрот папи Александру II. Захваљујући активној подршци лотариншког војводе Готфрида, келнског архиепископа Аноа II, а посебно Петра Дамјана, Александар је убрзо прихваћен и од стране царице Агнесе, што је можда био разлог Вибертове смене 1063. године са положаја канцелара.
Виберт је очигледно наставио да одржава своје везе на немачком двору, јер га је 1072. године цар Хенри IV именовао архиепископом упражњене столице у Равени. Папа Александар II је оклевао да потврди цареву одлуку, али га је Хилдебранд (будући папа Гргур VII) на крају убедио, могуће као залог за мир. Виберт је положио заклетву верности папи и његовим наследницима, те је постављена за управитеља равенске архиепископије 1073. године. 

## Сукоб са папом Гргуром
Убрзо након смрти папе Александра, за новог папу именован је Хилдебранд - Гргур VII. Виберт је присуствовао првом синоду за понтификата новог папе одржаном марта 1074. године у Риму. На овом сабору донети су важни закони против симоније и лаичке инвеституре. Виберт се убрзо појавио као један од најистакнутијих предводника опозиције грегоријанским реформама. Пошто је присуствовао поменутом сабору, Виберт је одбио учешће на следећим. Позив на синод 1075. године није прихватио, иако се на то обавезао заклетвом. Виберт није био наклоњен Гргуровим сукобом са царским двором. Својим одсуством са синода показао је противљење Гргуру VII, који га је због тога суспендовао. 
Исте године цар Хенрик је започео свој отворени сукоб са папом Гргуром VII. На Вормском сабору 1076. године усвојена је резолуција о свргавању папе Гргура, а одлуку су прихватили и про-царски епископи трансалпске Италије. Међу њима се свакако налазио и Виберт, будући да је обухваћен казном екскомуникације коју је Гргур VII изрекао над трансалпским епископима на сабору 1076. године. 
Убрзо потом, априла 1076. године, епископи и опати царске трансалпске струје састали су се у Павији и под предводништвом Виберта прогласили екскомуникацију Гргура VII. Као одговор на Хенриков Вормски синод (1076), Гргур VII је екскомуницирао светоримског цара. Ва сабору одржаном фебруара 1078. године папа је екскомуницирао и Виберта и његовог главног савезника - миланског архиепископа Тебалда.

## Антипапа
Наредне четири године владао је мир између папе и цара. Након тога је поново избио сукоб и, суочен са побуном међу немачким племством, цар је запретио да ће свргнути папу Гргура. Извршавајући своје намере, Хенри је јуна 1080. године сазвао сабор у Бриксену, на коме је сачињен декрет о свргавању папе Гргура VII. Декрет је потписао сам светоримски цар, а затим је екскомуницирани архиепископ Равене изабран за новог папу. Виберт од Равене узео је име Климент III. Хенрик је признао Виберта за папу, заклевши се да ће му обезбедити столовање у Риму, где је из његових руку требао примити царску круну.
Након што је Рудолф Швапски, вођа побуњеног немачког племства, пао смртно рањен у бици код Мерзебурга 1080. године, Хенрик је био способан да све своје снаге концентрише против папе Гргура VII. Кренуо је на Рим 1081. године, али није успео на силу да уђе у град. То му је пошло за руком тек 1084. године. Царске снаге ушле су у град 21. марта 1084. године и успеле да заузму већину Рима. Гргур се склонио у Кастел Сент Анђело. Виберт је 24. марта устоличен за папу у цркви Светог Јована Латеранског, а 31. марта је у цркви Светог Петра крунисао Хенрика за цара.
Вести о приближавању норманске војске Гргуровог савезника, Роберта Гвискарда, војводе Апулије и Калабрије, приморала је цара и Виберта да напусте Рим. Приликом повлачења опустошене су територије Матилде од Тоскане, која је пружила подршку Гргуру. Виберт се повукао у Равену, где је и даље носио титулу архиепископа. Његов утицај је након повлачења царских снага био ограничен на Равену и неколико суседних округа северне Италије. Задржао је одређену подршку у Риму. 
Гргур је био ослобођен, али су грађани били огорчени због злочина које су нормански освајачи починили приликом освајања града. Због тога је папа био принуђен да га напусти и повуче се у Монте Касино, а касније у дворац Салерно поред мора. Умро је 25. маја 1085. године. Немачки епископат стајао је подељен. Док су епископи гргуровске странке одржали синод у Кведлинбургу, на коме су осудили Виберта, Хенрикове присталице одржале су противнички сабор у Мајнцу (1085), где је потврђено свргавање Гргура и постављење Вибета. Овај сукоб настављен је и после Гргурове смрти, током читавог понтификата његових наследника Виктора III, Урбана II и Паскала II. Царска струја сматрала их је узурпаторима папског трона на коме је легитимно седео Виберт из Равене. 
Виктор III је изабран за папу након дуже ваканције столице изазване притисцима светоримског цара. Већ осам дана након именовања у цркви Светог Петра (3. мај 1087) био је приморан да напусти Рим пред Вибертовим присталицама. Они су, међутим, нападнути од стране снага грофице Матилде, те су се учврстили у Пантеону. Под претњом цара Хенрика, Виктор је приморан да поново напусти Рим. 
Први део понтификата Урбана II (1088-1099) обележен је његовим боравком у егзилу у Јужној Италији и Француској. Крајем 1093. године успео је да се учврсти у Риму те одатле постепено шири своју власт. До 1089. године Климент се вратио у Рим, где је јуна месеца одржао сабор на коме је прогласио неважећим декрет о екскомуникацији цара Хенрика. Покренуте су различите тужбе против присталица Урбана II. 
Антипапа Климент је почетком 1089. године донео одлуку о уздизању барске епископије на ранг архиепископије. На иницијатову дукљанског краља Бодина Војислављевића, Климент је 8. јануара 1089. године издао повељу којом је потврдио барском старешини Петру титулу архиепископа Бара. Аутентичност овог документа није општеприхваћена у српској историографији. 
Средином 1090-тих утицај Виберта почео је да опада. Већи део Рима заузела је војска грофа Ига од Вермандоа, брата француског краља. Вибертова партија задржала је само Кастел Сент Анђео, који је у руке Ига од Вермандоа пао тек 1098. године.

## Смрт
Виберт од Равене надживео је папу Урбана, који је умро 1099. године. Након ступања на папску столицу Паскала II (1099-1118), Климент се надао да ће успети да овлада Римом, али су га норманске трупе приморале на повлачење. Стигао је у Чивита Кастелану, где је умро 8. септембра 1100. године. Његови следбеници изабрали су му наследника - антипапу Теодорика, који није представљѕо озбиљнију претњу противницима про-царске струје у Риму. У наредним годинама извршен је damnatio memoriae,  над сећањем антипапе Климента. Његово тело је по наређењу папе Паскала ископано из гроба и бачено у Тибар. Од стране римске цркве званично је проглачен антипапом.